# Bellaire (Michigan)
Bellaire è un villaggio degli Stati Uniti d'America, situato nello Stato del Michigan, nella contea di Antrim, della quale è il capoluogo.